# Station Gudå
Station Gudå is een spoorwegstation in Gudå in de Noorse gemeente Meråker. Het station uit 1881 is ontworpen door Peter Andreas Blix. Gudå ligt aan Meråkerbanen, de spoorlijn die Trondheim verbindt met Östersund in Zweden.